# Yersinia Pestis
Yersinia Pestis četvrti je studijski album norveškog black/viking metal sastava Helheim. Album je 24. ožujka 2003. godine objavila diskografska kuća Massacre Records.

## O albumu
Album je dobio ime prema bakteriji koja je poznata po tome što kod ljudi može izazvati bolest kugu.
Producent albuma bio je Eirik Hundvin, poznatiji po pseudonimu Pytten; on je također producirao i prva dva albuma grupe - Jormundgand i Av norrøn ætt.

## Popis pjesama
Tekstovi: V'gandr, osim pjesme "Helheim4" koju su napisali Hrymr i S. Røsjø. 
| 1.    | »Helheim4«                            | Hrymr     | 1:32 |
| 2.    | »Yersinia Pestis«                     | V'gandr   | 5:37 |
| 3.    | »Stones to the Burden«                | Lindheim  | 4:16 |
| 4.    | »Sinners Wake«                        | H'grimnir | 3:43 |
| 5.    | »Elde« (Starenje)                     | V'gandr   | 5:35 |
| 6.    | »Warlot«                              | V'gandr   | 5:34 |
| 7.    | »Den glemte lov« (Zaboravljeni zakon) | H'grimnir | 4:15 |
| 8.    | »God of Slander«                      | Thorbjørn | 3:24 |
| 9.    | »Iron Icon 9«                         | V'gandr   | 3:50 |
| 10.   | »Hjelmstorm« (Oluja kaciga)           | Thorbjørn | 4:31 |
| 42:17 |                                       |           |      |

| Bonus pjesme s digipak inačice | Bonus pjesme s digipak inačice | Bonus pjesme s digipak inačice | Bonus pjesme s digipak inačice | Bonus pjesme s digipak inačice | Bonus pjesme s digipak inačice | Bonus pjesme s digipak inačice | Bonus pjesme s digipak inačice | Bonus pjesme s digipak inačice | Bonus pjesme s digipak inačice |
| Br.                            | Skladba                        | Trajanje                       |                                |                                |                                |                                |                                |                                |                                |
| ------------------------------ | ------------------------------ | ------------------------------ | ------------------------------ | ------------------------------ | ------------------------------ | ------------------------------ | ------------------------------ | ------------------------------ | ------------------------------ |
| 11.                            | »Helheim 2« (uživo)            | 2:13                           |                                |                                |                                |                                |                                |                                |                                |
| 12.                            | »Jernskogen« (uživo)           | 3:49                           |                                |                                |                                |                                |                                |                                |                                |
| 13.                            | »Nattravnens Tokt« (uživo)     | 4:42                           |                                |                                |                                |                                |                                |                                |                                |
| 14.                            | »Stones to the Burden« (uživo) | 4:25                           |                                |                                |                                |                                |                                |                                |                                |
| 57:26                          |                                |                                |                                |                                |                                |                                |                                |                                |                                |

## Zasluge
| Helheim - V'gandr – vokali, bas-gitara - H'grimnir – vokali, gitara, ilustracije, dizajn - Hrymr – bubnjevi, programiranje - Lindheim – klavijature, programiranje, gitara - Thorbjørn – gitara | Dodatni glazbenici - A. Jørgensen – glas (na pjesmi 1) Ostalo osoblje - Davide – inženjer zvuka - Pytten – produkcija, miksanje, mastering - C. Misje – fotografija |